# 田部隼人
田部 隼人（たなべ はやと、2001年12月22日 - ）は、島根県松江市出身の元プロ野球選手（内野手）。右投右打。

## 経歴

### プロ入り前
小学1年生の時に野球を始める。松江市立湖北中学校時代は、硬式野球チームの出雲ひらたボーイズに所属。
高校は開星高校に進学。開星高校には寮がないため、家から通いで通学していた。2019年夏の島根大会では決勝の石見智翠館高校戦で本塁打を放つなど活躍したが、試合には敗れて甲子園出場を逃す。高校通算本塁打は20本（15本とする記事もある）、公式戦通算打率は.409を記録した。1学年下に山本大斗がいる。
同年のドラフト会議にて、横浜DeNAベイスターズから5位で指名された。契約金3080万円、年俸520万円（金額は推定）という条件で入団した。背番号は55。

### プロ入り後
2020年は、一軍への昇格は無く、イースタン・リーグ公式戦に44試合出場し、打率.240、0本塁打、OPS.547でシーズンを終えた。二塁手、三塁手、遊撃手のポジションを守ったが、16失策と課題を残した。
2021年は、イースタン・リーグ公式戦にて二塁手を中心に96試合に出場。5月18日には巨人戦（平塚）で1試合2本塁打を記録した。打率.185、2本塁打、OPS.582でシーズンを終え、一軍出場は無く、守備では22失策と前年同様課題を残した。
2022年は、4月6日に新型コロナウィルスの陽性判定を受け登録抹消となった柴田竜拓の代替指名選手として田部が一軍登録された。同日、甲子園での阪神タイガース戦の延長10回に代打でプロ初出場を果たした。同月14日に出場選手登録をいったん抹消されるが、17日に濃厚接触の疑いにより出場選手登録を抹消となった伊藤裕季也の特例2022代替指名選手として再昇格。伊藤の復帰により2日後の19日に再び出場選手登録を抹消されるも、4日後の23日に今度は左太もも裏の炎症により出場選手登録を抹消された宮﨑敏郎に代わって再々昇格。そのため、4月は出場選手登録と抹消を繰り返すこととなった。同日の広島戦（マツダスタジアム）では、8番・三塁でプロ初のスタメン出場を果たした。同シーズンは一軍出場3試合で無安打だったものの、二軍では80試合に出場し、290打席とチームで2番目の打席数を消化した。
しかし、戦力外通告期限当日の10月31日に球団から戦力外通告を受けたことが発表され、同時に現役引退を表明したことも発表された。シーズン終了後にフェニックスリーグへ派遣され、次シーズンの手応えを感じていた矢先の戦力外通告だった。球団からは、「育成選手としての再契約」の打診もあったものの、田部は一軍の戦力としては考えられていない状態でプロ選手としてプレーをするのは難しいという結論に至り、自らの意向で現役引退を決めた。

### 引退後
引退後は実家に戻り、松江市内のビジネスホテルなどでアルバイトとして働いた後、2023年8月にアスリートのセカンドキャリア支援などの事業を行う株式会社Scalehackに入社。サラリーマンとして働いている。
現在は建機レンタル会社である株式会社リョーキへ転職。福祉用具の卸営業として勤務中

## 選手としての特徴
長打力を秘める打撃と本職の内野手（二塁手、遊撃手、三塁手）に加えて外野手（左翼手）をこなせる。

## 詳細情報

### 年度別打撃成績
| 年 度     | 球 団     | 試 合 | 打 席 | 打 数 | 得 点 | 安 打 | 二 塁 打 | 三 塁 打 | 本 塁 打 | 塁 打 | 打 点 | 盗 塁 | 盗 塁 死 | 犠 打 | 犠 飛 | 四 球 | 敬 遠 | 死 球 | 三 振 | 併 殺 打 | 打 率 | 出 塁 率 | 長 打 率 | O P S |
| --------- | --------- | ----- | ----- | ----- | ----- | ----- | -------- | -------- | -------- | ----- | ----- | ----- | -------- | ----- | ----- | ----- | ----- | ----- | ----- | -------- | ----- | -------- | -------- | ----- |
| 2022      | DeNA      | 3     | 5     | 4     | 0     | 0     | 0        | 0        | 0        | 0     | 0     | 0     | 0        | 1     | 0     | 0     | 0     | 0     | 1     | 0        | .000  | .000     | .000     | .000  |
| 通算：1年 | 通算：1年 | 3     | 5     | 4     | 0     | 0     | 0        | 0        | 0        | 0     | 0     | 0     | 0        | 1     | 0     | 0     | 0     | 0     | 1     | 0        | .000  | .000     | .000     | .000  |

### 年度別守備成績
| 年 度 | 球 団 | 三塁  | 三塁  | 三塁  | 三塁  | 三塁  | 三塁     |
| 年 度 | 球 団 | 試 合 | 刺 殺 | 補 殺 | 失 策 | 併 殺 | 守 備 率 |
| ----- | ----- | ----- | ----- | ----- | ----- | ----- | -------- |
| 2022  | DeNA  | 1     | 1     | 1     | 0     | 0     | 1.000    |
| 通算  | 通算  | 1     | 1     | 1     | 0     | 0     | 1.000    |

### 記録
初記録
- 初出場・初打席：2022年4月6日、対阪神タイガース2回戦（阪神甲子園球場）、10回表に三嶋一輝の代打として出場、岩崎優から中飛
- 初先発出場：2022年4月24日、対広島東洋カープ6回戦（MAZDA Zoom-Zoom スタジアム広島）、8番・三塁手で先発出場

### 背番号
- 55（2020年 - 2022年）

### 登場曲
- 「イエスタデイ」Official髭男dism（2020年 - ）